# Невідомий (фільм)
«Невідомий» (англ. Unknown) — трилер режисера Хауме Кольєт-Серри. Міжнародна прем'єра фільму відбулася в позаконкурсній програмі 61-го Берлінського міжнародного кінофестивалю. Фільм засновано на романі Дідьє ван Ковелера.

## Сюжет
Доктор Мартін Гарріс приїжджає в Берлін на міжнародний конгрес з біотехнологій. Під час поїздки на таксі він потрапляє в аварію, падає у воду і після травми та потрясіння впадає на 4 дні в кому. Після пробудження виявляється, що він частково втратив пам'ять і всі документи зникли. Повернувшись в готель Гарріс виявляє, що його ім'я привласнено іншою людиною. Разом з незнайомцем знаходиться і дружина Гарріса, наче так і має бути.
Гарріс сильно заважає комусь, і на його життя кілька разів вчиняють замах. Намагаючись розібратися, Гарріс звертається до водія таксі Джині та колишнього агента Штазі і поступово відновлює всі деталі. Доктору необхідно знайти когось, хто може підтвердити його особу в незнайомій країні. Мартін звертається, зокрема, й до старого колеги професора Коула. Коли вони нарешті зустрічаються, Коул відкриває Мартіну правду. Він зовсім не доктор біохімії, а професійний убивця, який повинен був ліквідувати під час конгресу професора Бреслера. Коул керував операцією з ліквідації. Дослідження вченого, який вивів новий сорт революційного злаку, могли завдати фінансових збитків корпораціям, що діють на ринку продуктів харчування.
Коул пояснює Мартіну, що внаслідок аварії легенда вченого замістила в пам'яті агента його справжню біографію. Його були змушені замінити «дублером», якого Мартін прийняв за того хто привласнив його біографію.
Між тим замах на Бреслер ніхто не скасовував. За допомогою Джини «Мартіну» вдається позбутися переслідувачів й відвернути замах, який він сам і планував кілька місяців тому.

## У ролях
- Ліам Нісон — Доктор Мартін Гарріс
- Діана Крюгер — Джина
- Дженьюарі Джонс — Елізабет Гарріс
- Френк Ланджелла — Родні Коул
- Ейдан Квінн — Мартін Бі.
- Бруно Ганц — Юрген
- Себастьян Кох — професор Бреслер
- Карл Марковіц — доктор Фардж